# 三星Galaxy J7 Pro
三星Galaxy J7 Pro是由韩国三星電子製造的一款Android智慧型手機，於2017年7月於台灣上市。有些國家版本稱為三星Galaxy J7 (2017)。三星Galaxy J7 Pro 運行基於Android 9 Pie作業系統的One UI介面。這台智慧型手機搭載了採用14nm製程整合的三星Exynos 7870 SoC，由8個ARM Cortex-A53 核心、Mali-T830MP1 GPU、3 GB的記憶體和32 GB儲存空間組成，最大可以擴充到256 GB的MicroSD記憶卡，支援4G+3G雙卡雙待，電池為不可拆卸式3600mAh，為可以使用Samsung Pay的較入門機種，跟上一代三星Galaxy J7 Prime一樣為三卡槽。

## 技術規格
- 後置攝像頭：1300萬畫素
- 前置攝像頭：1300萬像素
- 內存：3 GB RAM
- 存儲：32 GB
- 電池：3600 mAh
- 處理器：三星Exynos 7870
- 操作系統：基於Android 9.0 Pie系統的One UI 介面
- 重量：181克
- 螢幕：5.5英寸 1080p Full HD Super AMOLED